# Auguste Clot

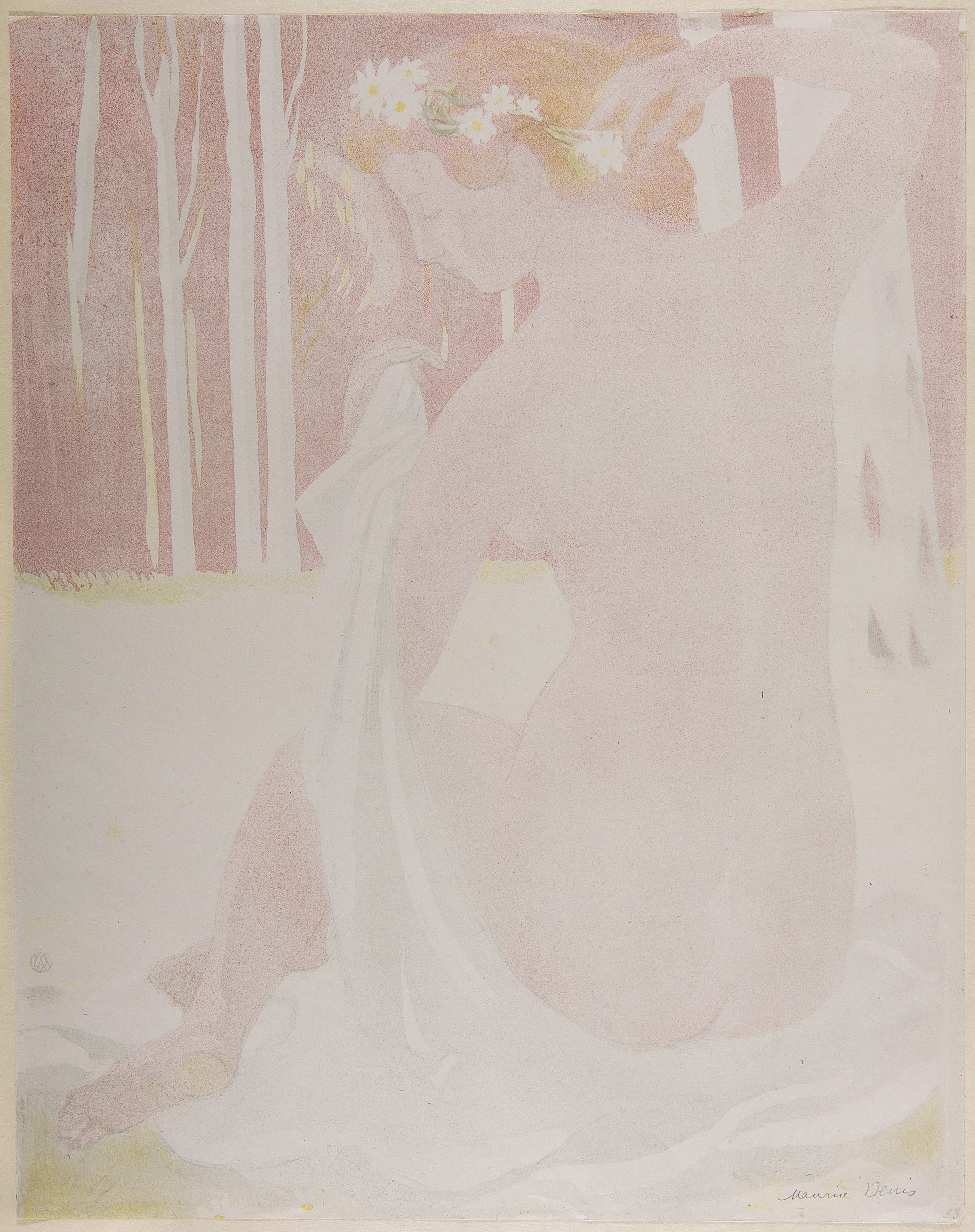
Auguste Clot, Nimfa w wieńcu ze stokrotek, litografia według obrazu Maurice’a Denisa, 1899

Auguste Clot (ur. 1858 w Paryżu, zm. 1936 tamże) – francuski grafik, zajmujący się przede wszystkim litografią barwną. 
Początkowo pracował u Achille’a Lemerciera, w 1896 roku rozpoczął działalność we własnej pracowni (istniejącej do 1962 roku). Współpracował m.in. z wydawnictwem Ambroise’a Vollarda, galerią La Maison Moderne oraz niemieckim czasopismem „Pan”. Namówił niektórych artystów, m.in. Paula Cézanne’a i Henri Fantin-Latoura, do wykonywania rysunków bezpośrednio na kamieniu. 
Przeprowadzał wiele eksperymentów z metodami wykonywania chromolitografii, dzięki którym znakomicie oddawał rysunki kredkami, pastele i akwarele. Jest autorem ok. 800 litografii, mających miejsce wśród najważniejszych prac graficznych tamtej epoki.